# Edward Baker
Edward Baker (Nueva York, 1942) es un hispanista estadounidense autor de estudios sobre temáticas cervantinas, machadianas y en torno al urbanismo y casticismo de la ciudad de Madrid.

## Biografía
Estudiante de Filología Española en la Universidad de Harvard, viajó a Madrid en el verano de 1961 para realizar trabajos de investigación en la biblioteca del Ateneo de Madrid, la Biblioteca Nacional, la Hemeroteca Municipal y el Archivo de la Villa.
Fue profesor de la Universidad de la Florida en Gainesville (Florida), donde orientó varias tesis sobre temas españoles e hispanoamericanos. Ha colaborado incidentalmente en algunas publicaciones españolas, como el diario El País, e impartido seminarios en el Departamento de Historia Contemporánea de la Facultad de Geografía e Historia de la Universidad Complutense.

## Libros
- Madrid Cosmopolita: La Gran Vía. Marcial Pons. 2009. ISBN 978-84-92820-11-5. «Reseñado por Carmen del Moral en Revista de libros, ISSN 1137-2249, Nº. 168, 2010, pág. 32 ».

- Madrid: de Fortunata a la M-40, un siglo de cultura urbana. Malcom A. Compitello. Madrid: Alianza Editorial. 2003. ISBN 9788420641515. Consultado el 22 de septiembre de 2017.

- La biblioteca de Don Quijote. Marcial Pons. 1997. ISBN 84-7248-508-0.

- Materiales para escribir Madrid : literatura y espacio urbano de Moratín a Galdós. Madrid: Siglo XXI. 1991. ISBN 84-306-2159-8.

- La lira mecánica: en torno a la prosa de Antonio Machado. Taurus Ediciones. 1986. ISBN 84-306-2159-8.

- Spanish Grammar (en inglés). Bridget Aldaraca. Madrid: Harcourt Brace Jovanovich. 1986. ISBN 9780156016896. Consultado el 22 de septiembre de 2017.